# Massala asema
Massala asema är en fjärilsart som beskrevs av George Francis Hampson 1926. Massala asema ingår i släktet Massala och familjen nattflyn. Inga underarter finns listade i Catalogue of Life.